# Megamasso
Megamasso foi uma banda de Visual kei formada por Ryouhei (ex- Ayabie), seu som é parecido com a do Ayabie. No entanto Megamasso produz um som nova e experimental, misturando punk, piano e baladas pop-rock nas suas canções.

## História
Após sua saída de Ayabie, Ryouhei foi rápido para formar Megamasso. Como guitarrista e compositor, ele foi aderido por Inzargi (vocais), Gou (baixista) e Yuuta (bateria) para formar um novo, e fresco oshare banda sob o rótulo indie NXSIE Records. 
Devido a Ryouhei ser hiperativo a composições competentes, Megamasso foi capaz de promover a si mesmo e seu primeiro mini-álbum, Namida Neko, lançado em 6 de dezembro de 2006. Ela foi pela primeira vez vendidos através de uma Like Edison lojas em Osaka, Tóquio e Nagoya e, em seguida, a banda apresentou, pela primeira vez ao vivo em 16 de dezembro em Shibuya O-West. Mais tarde, as músicas deste lançamento foram incluídos na Megamasso da segunda mini-álbum, Kai não Me Tou não Zokuryou. Para comemorar o final de dezembro eo início de um novo ano, que também participou da elegante onda COUNTDOWN'06-'07 concerto. 
Este primeiro show ao vivo foi filmado e lançado em um DVD intitulado Mega-star Tóquio, em 21 de fevereiro de 2007. O DVD também incluído um CD com uma amostra da banda do primeiro álbum cheio de comprimento, Yuki Shitatari Hoshi, que atingiu a loja prateleiras em 21 de março. 
Em Junho Yuuta decidiu deixar a banda citando diferenças na maneira como ele queria ir musicalmente e da direcção que Megamasso estava movendo Pol. A banda ainda tem de trazer um novo baterista a bordo. 
Julho viu o lançamento de uma colecção PV DVD, seguido por LIPS, outro single, em agosto. Depois, em Outubro, apenas cerca de sete meses após o lançamento de seu primeiro álbum, Megamasso estava pronto, com um novo álbum cheio de comprimento, Matataku Yoru. No mês mais tarde, eles realizaram na FM NACK5 19o Aniversário ~ Nignteen Mapa do Partido Halloween e têm mantido ocupado com muitos outros concertos e eventos ao longo da sua curta existência até agora. 
Com a rápida libertação e desempenho horários, Megamasso é definitivamente uma banda em movimento e em crescimento. Os membros deste original e talentoso banda já criaram os seus próprios estilos de música experimental e são estabelecidos para fazer sua marca na indústria. Uma nova banda com um novo som, Megamasso é certamente terá ainda mais para oferecer cada vez mais os seus fãs base e os japoneses cenário musical. Basta manter um olho sobre este excepcional grupo de artistas.
Megamasso assinou contrato com a Avex Trax, tornando-se Major. A banda declarou seu novo status em um show no Akasaka Blitz realizado dia 10 de setembro de 2009.
A banda anunciou sua separação após 11 anos juntos, em 2017. Fizeram sua última apresentação ao vivo intitulada "MEGAMASSO FINAL LIVE Sekai ga tadashii yoru ni, koko ni ite" em 23 de novembro.